# Zapasy na Igrzyskach Wspólnoty Narodów 2002
Zapasy na Igrzyskach Wspólnoty Narodów 2002, odbyły się od 2 do 4 sierpnia w Manchesterze.

## Mężczyźni

### Styl wolny
| Kat. wagowa |                        |                   |                        |
| ----------- | ---------------------- | ----------------- | ---------------------- |
| 55 kg       | Krishan Kumar          | Mikheil Japaridze | Shaun Williams         |
| 60 kg       | Gia Sissaouri          | Shokindra Tomar   | Tebe Dorgu             |
| 66 kg       | Ramesh Kumar           | Neal Ewers        | Fred Jessey            |
| 74 kg       | Daniel Igali           | Sunday Opiah      | Reinold Ozoline        |
| 84 kg       | Nicholas Ugoalah       | Anuj Kumar        | Sinivie Boltic         |
| 96 kg       | Dean Schmeichel        | Anil Mann         | Bashir Bhola Bhala     |
| 120 kg      | Palwinder Singh Cheema | Eric Kirschner    | Mushtaq Rasem Abdullah |

W kategorii 96 kg drugie miejsce zajął Nigeryjczyk Victor Kodei, który został zdyskwalifikowany za doping i pozbawiony medalu.

## Tabela medalowa
| Poz.    | Państwo           |   |   |   | Łącznie |
| 1       | Kanada            | 4 | 3 | 0 | 7       |
| 2       | Indie             | 3 | 3 | 0 | 6       |
| 3       | Nigeria           | 0 | 1 | 3 | 4       |
| 4       | Australia         | 0 | 0 | 2 | 2       |
| 5       | Południowa Afryka | 0 | 0 | 1 | 1       |
| 5       | Pakistan          | 0 | 0 | 1 | 1       |
| Łącznie | Łącznie           | 7 | 7 | 7 | 21      |